# António José Vieira Rodrigues Fartura
António José Vieira Rodrigues Fartura (Mosteiro de Vieira, 24 de setembro de 1794 — Porto, 13 de setembro de 1868), grande negociante e proprietário nas praças de Angra e do Porto, por várias vezes vereador da Câmara Municipal de Angra do Heroísmo e o proponente, em sessão camarária de 20 de março de 1847, da construção dos novos paços do concelho de Angra.

## Biografia
Nasceu na freguesia de Mosteiro, concelho de Vieira do Minho, filho de Francisco Vieira Rodrigues, proprietário naquela freguesia, e de sua mulher Anastácia Vieira Cardoso, ambos naturais de Mosteiro de Vieira.
Comerciante de grosso trato na cidade do Porto, em 1832 era sargento-mor de ordenanças da freguesia de Santa Cristina de Malta, ao tempo no concelho da Maia, hoje no concelho de Vila do Conde. Nesse ano, na sequência do desembarque no Mindelo e do Cerco do Porto foi preso pelas forças liberais e acusado de crime de lesa-majestade. Julgado durante o cerco do Porto pelos liberais ainda em 1832 foi condenado a degredo perpétuo para Moçambique. A pena foi-lhe comutada por decreto de 3 de janeiro de 1835 em dois anos de degredo para as ilhas dos Açores, excetuando-se contudo algumas, entre as quais a ilha Terceira. Apesar disso, fixou-se em Angra, razão pela qual, por ofício  de 7 de novembro de 1836, o Procurador Geral Adjunto, embora reconhecendo o incumprimento da sentença de degredo, afirma em relação a Rodrigues Fartura que «o seu procedimento se tem tornado digno de aprovação das autoridades, que ele se acha estabelecido com casas de negócio na cidade de Angra com proveito público, onde a sua residência não é prejudicial». Recomenda assim que do decreto de comutação da pena seja retirada a proibição expressa de cumprimento a pena na ilha Terceira. Essa recomendação seguramente foi acolhida, pois em 1848 já era feito comendador pelos serviços prestados à causa constitucional.
Em consequência dessa condenação e comutação de pena, estabeleceu-se em Angra no início do ano de 1835 como comerciante de grosso trato, com loja na Praça Velha, onde residia, e homem de negócios, com barco próprio, dividindo a sua atividade entre as cidades de Angra e do Porto. De grande dinamismo alterou os processos comerciais na cidade de Angra inaugurando uma nova época. Fez grande fortuna, adquirindo numerosas propriedades na ilha e na cidade do Porto.
Foi vice-cônsul da Rússia em Angra, por carta do cônsul Charles Ivanoff Razewich, cônsul-geral em Portugal do Império Russo, personalidade que casou com a terceirense D. Luísa Monteiro.
Contribuiu também para o desenvolvimento da agricultura, nomeadamente com a tentativa de povoamento, em 1842, e investimentos numa grande propriedade que adquiriu no norte da Terceira, a Quinta da Madalena, na freguesia da Agualva, considerada a maior propriedade rústica da ilha.
Outra grande propriedade que lhe pertenceu foi a Quinta das Roças, no Posto Santo, onde fez grandes investimento e fez edificar uma ermida.
Foi vereador da Câmara Municipal de Angra do Heroísmo, por mais de uma vez, e foi o promotor da proposta, presente a reunião da Câmara Municipal a 20 de março de 1849, de se construir um novo edifício, ao gosto neoclássico, que levou avante com entusiasmo e dedicação.  Acabou ele próprio por arrematar a obra e terminá-la com dinheiro seu emprestado ao município.
Em 1848 foi agraciado com o grau de comendador da Ordem de Cristo pelos serviços prestados à Coroa, e com a comenda da Ordem de Nossa Senhora da Conceição de Vila Viçosa, em 1853, pelos serviços prestados por ocasião da viagem régia às províncias do Norte.
Em 1855 foi-lhe passada carta de brasão de armas e agraciado com o foro de fidalgo cavaleiro. Contudo, sabe-se hoje, forjou documentos falsos para fundamentar estes títulos.
O seu filho, António José Vieira Rodrigues Fartura Júnior (Porto, c. 1827 — Braga, 4 de setembro de 1854) foi negociante na praça de Angra, vice-cônsul da Rússia na Terceira por carta do cônsul russo em Lisboa de 30 de abril de 1852, confirmada por carta régia de 23 de outubro daquele ano. Como seu pai, foi vereador da Câmara Municipal em 1853. Faleceu em Braga, vítima de uma «pthysica pulmonar» e segundo a imprensa local: «Era bom filho, bom esposo, e ornado de qualidades que o tornavam digno da estima dos seus concidadãos».
A sua filha Cândida Guilhermina dos Santos Rodrigues Vieira Fartura casou no Porto com Guilherme Augusto Pereira Machado, depois visconde de Pereira Machado. A sua neta, filha deste casamento, foi casada com Diogo de Bettencourt de Vasconcelos Correia e Ávila, conde de Correia Bettencourt.